# Archiacanthocephala
Classe
Les Archiacanthocephala sont une classe d'acanthocéphales.
Ils sont de taille moyenne à grande, parasites, à l’état adulte, du tube digestif des Vertébrés à sang chaud terrestres, dont les hôtes intermédiaires sont toujours des Insectes terrestres (Isoptères, Dictyoptères et Coléoptères) et dont les hôtes d’attente sont des Vertébrés soit poïkilothermes, soit homéothermes.
Paroi du corps généralement épaisse. Tronc toujours dépourvu d’épines cuticulaires, mais présentant souvent, en revanche, une pseudo-métamérisation n’intéressant que le tégument et les muscles pariétaux. Noyaux sous-cuticulaires géants peu nombreux, amœboides, disposés dorso-ventralement dans la partie antérieure, latéralement dans la partie postérieure du tronc. Noyaux géants des lemnisci sphéroïdaux, peu nombreux (le nombre est généralement défini pour une espèce). Noyaux géants des glandes cémentaires en règle sphéroïdaux mais parfois ramifiés (Nephridiacanthus longissimus Golvan 1962), voire amitotiquement fragmentés (Nephridiacanthus gerberi Baer 1959). Canaux principaux du système lacunaire dorsal et ventral (parfois un seul canal dorsal), réunis par des anastomoses transversales à disposition pseudo-métamérique.
Réceptacle du proboscis à double paroi comprenant une assise longitudinale externe très mince et une assise circulaire interne très épaisse surtout dorsalement, plus mince sur la face ventrale où existe une fente par où sortent les muscles rétracteurs du proboscis et du réceptacle (sauf chez Moniliformis). Le proboscis se rétracte généralement « en bloc » dans le réceptacle, sans s’invaginer en doigt de gant autour de la papille sensorielle apicale (sauf chez Mediorhynchus). Papilles sensorielles accessoires au nombre de deux, placées symétriquement sur les faces latérales du cou et n’existant que dans les formes primitives. Ganglion cérébroïde situé à la partie moyenne du réceptacle, généralement volumineux (sauf chez Apororhynchus).
Glandes cémentaires toujours multiples (généralement huit) possédant chacune un canal excréteur propre qui se dilate en ampoule, laquelle joue le même rôle que le réservoir cémentaire unique des Eoacanthocephala.
Sacs ligamentaires de la femelle dorsal et ventral persistants, protonéphridies présentes et fonctionnelles dans les formes les plus primitives des Oligacanthorhynchidae (annexées à la cloche utérine des femelles ou aux canaux éjaculateurs des mâles), atrophiées mais encore reconnaissables chez les Gigantorhynchida (Haffner 1942), entièrement disparues dans les formes évoluées (Moniliformis et Apororhynchus).
Membranes embryonnaires épaisses, coque externe des embryophores très épaisse, résistante, souvent sculptée ; hernies polaires absentes ou rudimentaires dans les embryophores mûrs, tous ces caractères témoignant d’une adaptation à un cycle comportant un séjour dans le milieu extérieur terrestre

## Liste des ordres
Selon ITIS (13 janvier 2020) :
- Apororhynchida Thapar 1927
- Gigantorhynchida Southwell & Macfie 1925
- Moniliformida Schmidt 1972
- Oligacanthorhynchida Petrochenko 1956